# Christophe Cavard

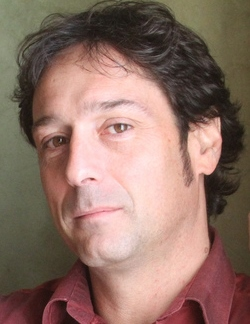
Christophe Cavard

Christophe Cavard (* 19. Februar 1970 in Die) ist ein französischer Politiker. Er ist seit 2012 Abgeordneter der Nationalversammlung.
Cavard, der in Nîmes aufwuchs, arbeitete dort und in Redessan als Sportlehrer und Pädagoge. Er engagierte sich bereits früh politisch, zuerst als Mitglied der Kommunisten und später der Grünen.  1998 zog er in den Generalrat des Départements Gard ein, zu dessen Vizepräsident er 2011 gewählt wurde. Dort war er zunächst für Sozial- und Arbeitspolitik und später auch für ökologische Fragen verantwortlich. 2001 wurde Cavard zudem zum Präsidenten einer Gruppe zum Schutz der Gorges du Gardon gewählt. 2012 trat er für die neugegründete Grüne Partei EELV im Département Gard bei den Parlamentswahlen an. Im zweiten Wahlgang erzielte er 43,1 % der Stimmen. Weil sich das rechte Lager in den konservativen Europaabgeordneten Franck Proust (31,8 %) und die Rechtsextreme Sylvie Vignon (25,1 %) spaltete, ging Cavard trotz fehlender absoluter Mehrheit als Sieger hervor und trat am 20. Juni sein Abgeordnetenmandat an.